# Sede (Santo Ângelo)
Santo Ângelo é o distrito-sede do município brasileiro de Santo Ângelo, no Rio Grande do Sul. Situa-se ao sul do território municipal.
Limita-se com os distritos de Atafona, Restinga Seca, Rincão dos Roratos, Sossego, Comandaí, Rincão dos Mendes e com o município de Entre-Ijuís. Em 2010, o distrito possuía 70 963 habitantes.
O distrito de Santo Ângelo foi criado oficialmente através da Lei Provincial nº 335, de 14 de janeiro de 1857.

## UPLANs
O distrito-sede é dividido em 18 UPLANs - Unidades Administrativas de Planejamento Urbano, criadas em 2007, com o objetivo de nortear o planejamento territorial urbano de Santo Ângelo.

## Localidades periféricas
- Barca dos Maia
- Passo dos Gabriel

## Infraestrutura
- Campus do Instituto Federal Farroupilha (MAPA)
- Campus da URI Santo Ângelo (MAPA)
- Cemitério Municipal Sagrada Família (MAPA)
- Cemitério Municipal Padre Roque Gonzales (MAPA)
- Estação Ferroviária (MAPA)
- Estação Rodoviária (MAPA)
- Estação de Tratamento de Água Central (MAPA)
- Estação de Tratamento de Água São Carlos (MAPA)
- Estação de Tratamento de Esgoto da Cohab (MAPA)
- Estação de Tratamento de Esgoto Índia Lindóia (MAPA)
- Parque Internacional de Exposições Siegfried Ritter (MAPA)
- Subestação de Energia Elétrica da CEEE (MAPA)
- Subestação de Energia Elétrica da RGE (MAPA)

## Órgãos militares e de segurança
- 1.º Batalhão de Comunicações
- Brigada Militar:
  - Comando Regional de Policiamento Ostensivo Missões
  - 11º Comando Regional de Bombeiros
  - Grupo Rodoviário de Santo Ângelo
- Delegacia de Polícia Civil
- Delegacia da Polícia Federal
- 3ª Delegacia Penitenciária Regional:
  - Albergue Estadual de Santo Ângelo
  - Presídio Regional de Santo Ângelo
- 6ª Coordenadoria Regional de Perícias do IGP

## Cursos d'água
- Arroio Itaquarinchim
  - Sanga do Bairro Harmonia
  - Sanga na Área Militar
- Arroio São João
  - Arroio São José
  - Sanga da Cohab
  - Sanga do Galerno
  - Sanga Rogowski
  - Sanga Tchungum (ou Sanga da Cohab)
- Arroio Santa Bárbara
  - Arroio Colméia
- Rio Ijuí

### Praças, parques e áreas de lazer
As principais praças e áreas de lazer públicas localizadas na Sede são as seguintes:
- Centro Esportivo Assis Brasil Ramos Escobar (Praça do Tamoyo)
- Centro Social Urbano
- Parque Natural Municipal de Santo Ângelo[5]
- Praça Castelo Branco
- Praça Dário Beltrão (Praça da Redemaq)
- Praça José Carlos Kist
- Praça Osvaldo Aranha (Praça do Gaúcho)
- Praça Pinheiro Machado (Praça da Catedral)
- Praça Ricardo Leônidas Ribas (Praça do Brique)
- Praça Três Mártires

## Vias de acesso
- ERS-218